# Gana nos Jogos Olímpicos de Verão de 2020
O Gana participa nos Jogos Olímpicos de Verão de 2020 em Tóquio. Originalmente programados para ocorrerem de 24 de julho a 9 de agosto de 2020, os Jogos foram adiados para 23 de julho a 8 de agosto de 2021, por causa da pandemia COVID-19. Esta será a 15ª participação olímpica da nação, tendo participado em todas as edições, exceto três, desde sua estreia (como Costa do Ouro Britânica) em 1952. Gana não compareceu a 1976 devido ao boicote africano, além de Moscou 1980, quando a nação aderiu ao boicote liderado pelos Estados Unidos.

## Competidores
Abaixo está a lista do número de competidores nos Jogos.
| Esporte        | Masculino | Feminino | Total |
| -------------- | --------- | -------- | ----- |
| Atletismo      | 6         | 1        | 7     |
| Boxe           | 3         | 0        | 3     |
| Halterofilismo | 1         | 0        | 1     |
| Judô           | 1         | 0        | 1     |
| Natação        | 1         | 1        | 2     |
| Total          | 12        | 2        | 14    |

## Atletismo
Os seguintes atletas ganeses conquistaram marcas de qualificação, pela marca direta ou pelo ranking mundial, nos seguintes eventos de pista e campo (até o máximo de três atletas em cada evento):
- Nota– As posições para os eventos de pista são em relação à bateria do atleta
- Q = Qualificado para a próxima fase
- q = Qualificado para a próxima fase como o perdedor mais rápido ou, em eventos de campo, pela posição sem atingir o alvo para qualificação
- NR = Recorde nacional
- N/A = Fase não aplicável para o evento
- Bye = Atleta não precisou disputar aquela fase

Eventos de pista e estrada
Masculino
| Atleta                                                                               | Evento              | Eliminatória | Eliminatória | Quartas-de-final | Quartas-de-final | Semifinal | Semifinal | Final     | Final   |
| Atleta                                                                               | Evento              | Resultado    | Posição      | Resultado        | Posição          | Resultado | Posição   | Resultado | Posição |
| ------------------------------------------------------------------------------------ | ------------------- | ------------ | ------------ | ---------------- | ---------------- | --------- | --------- | --------- | ------- |
| Joseph Amoah                                                                         | 200 m               |              |              | —                | —                |           |           |           |         |
| Benjamin Azamati-Kwaku                                                               | 100 m               | Bye          | Bye          |                  |                  |           |           |           |         |
| Sarfo Ansah Benjamin Azamati-Kwaku Joseph Oduro Manu Sean Safo-Antwi Emmanuel Yeboah | Revezamento 4x100 m |              |              | —                | —                | —         | —         |           |         |

Eventos de campo
| Atleta    | Evento                | Qualificação | Qualificação | Final     | Final   |
| Atleta    | Evento                | Distância    | Posição      | Distância | Posição |
| --------- | --------------------- | ------------ | ------------ | --------- | ------- |
| Nadia Eke | Salto triplo feminino |              |              |           |         |

## Boxe
Gana inscreveu três boxeadores para o torneio olímpico. O atleta olímpico de Londres 2012 Sulemanu Tetteh (peso mosca masculino) e o estrante Samuel Takyi (peso pena masculino) conquistaram vitórias decisivas para garantir vagas em suas respectivas categorias de peso durante o Torneio Africano de Qualificação Olímpica de 2020 em Diamniadio, Senegal. Shakul Samed completou o elenco do boxe da nação após liderar a lista de boxeadores elegíveis da África na categoria meio-pesado masculino pelo Ranking da Força-tarefa do COI. 
Masculino
| Atleta          | Evento | Fase de 32           | Oitavas-de-final     | Quartas-de-final     | Semifinais           | Final                | Final   |
| Atleta          | Evento | Adversário Resultado | Adversário Resultado | Adversário Resultado | Adversário Resultado | Adversário Resultado | Posição |
| --------------- | ------ | -------------------- | -------------------- | -------------------- | -------------------- | -------------------- | ------- |
| Sulemanu Tetteh | -52 kg |                      |                      |                      |                      |                      |         |
| Samuel Takyi    | -57 kg |                      |                      |                      |                      |                      |         |
| Shakul Samed    | -81 kg |                      |                      |                      |                      |                      |         |

## Halterofilismo
Gana inscreveu um halterofilista para a competição olímpica. O atleta olímpico da Rio 2016 Christian Amoah lideru a lista de halterofilistas da África na categoria 96 kg masculino baseado no Ranking Absoluto Continental da IWF. 
Masculino
| Atleta          | Evento | Arranque  | Arranque | Arremesso | Arremesso | Total | Posição |
| Atleta          | Evento | Resultado | Posição  | Resultado | Posição   | Total | Posição |
| --------------- | ------ | --------- | -------- | --------- | --------- | ----- | ------- |
| Christian Amoah | -96kg  |           |          |           |           |       |         |

## Judô
Gana inscreveu um judoca para o torneio olímpico baseado no Ranking Olímpico Individual da International Judo Federation.
Men
| Kwadjo Anani | -90 kg |  |  |  |  |  |  |  |

## Natação
Gana qualificou dois atletas na natação.
| Atleta        | Evento                    | Eliminatória | Eliminatória | Semifinal | Semifinal | Final | Final   |
| Atleta        | Evento                    | Tempo        | Posição      | Tempo     | Posição   | Tempo | Posição |
| ------------- | ------------------------- | ------------ | ------------ | --------- | --------- | ----- | ------- |
| Abeku Jackson | 100 m borboleta masculino |              |              |           |           |       |         |
| Unilez Takyi  | 50 m livre feminino       |              |              |           |           |       |         |

## Medalhistas
| Medalha           | Nome         | Desporto | Evento | Data        |
| Medalha de bronze | Samuel Takyi | Boxe     | -57 kg | 3 de agosto |